# Rogelio Sánchez Ruiz
Rogelio Sánchez Ruiz (La Puerta del Segura, Jaén 1913 - Campo de Criptana, Ciudad Real 2013) Pedagogo español destacado en el ámbito de la educación especial. En el año 2006 recibió la Medalla al Mérito en el Trabajo, en su categoría de oro, concedida por el Ministerio de Trabajo y Asuntos Sociales.

## Biografía
Rogelio Sánchez nació en La Puerta del Segura (Jaén, Andalucía) en 1913. Empezó su carrera como profesor en Madrid en el Colegio Salesiano “San Miguel Arcángel”. En el año 1947 fundó la Academia Cervantes en Villanueva de los Infantes, donde impartió clases de bachillerato.
En 1971, a los cincuenta y ocho años, se trasladó a Campo de Criptana desde donde empezó a estudiar pedagogía terapéutica. De esta manera entró en contacto con la promoción personal y la atención de las personas con discapacidad. En 1974 fundó ASPANA, Asociación Pro Personas con Discapacidad Intelectual, de la que es presidente vitalicio. 
También en los años 70 fundó el Centro Comarcal de Educación Especial “María Auxiliadora” y el Centro Ocupacional Comarcal de Atención a Discapacitados Psíquicos, que lleva su nombre.
Falleció en Campo de Criptana a la edad de 100 años.

## Principales distinciones
En 1998, Rogelio Sánchez Ruiz recibió la Placa de Reconocimiento al Mérito Regional en el Día de Castilla-La Mancha, celebrado en Manzanares (Ciudad Real). 
En 2006 fue condecorado con la Medalla al Mérito en el Trabajo, en su categoría de oro, por el Consejo de Ministros, a propuesta del ministro de Trabajo y Asuntos Sociales. (Real Decreto 1503/2006, de 1 de diciembre, por el que se concede la Medalla al Mérito en el Trabajo, en su categoría de Oro, a don Rogelio Sánchez Ruiz).
También en 2006 recibió la Medalla de Oro de FEAPS Castilla-La Mancha.